# Florenty Orzeszko

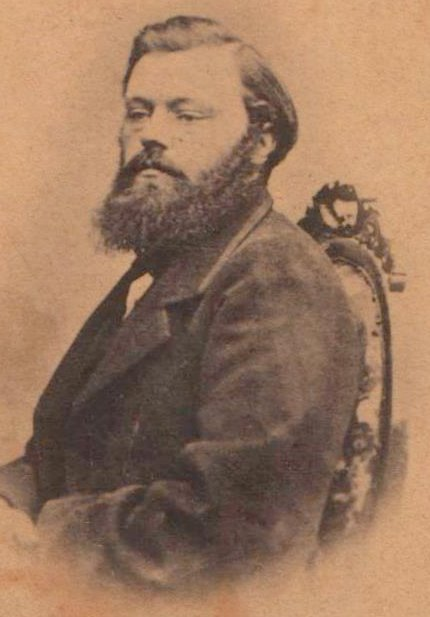

Florenty Orzeszko (ur. 1835, zm. 1905 w Tomsku) – polski lekarz, uczestnik powstania styczniowego, zesłaniec syberyjski, działacz polonijny, oraz pierwowzór wielu postaci literackich z utworów Elizy Orzeszkowej.
Urodził się w bogatej rodzinie szlacheckiej, mającej swój majątek w powiecie kobryńskim, w guberni grodzieńskiej. Gimnazjum ukończył w Mitawie, a studia z wyróżnieniem w Akademii Medyczno-Chirurgicznej w Petersburgu, w 1861 r.
Po studiach, zamieszkał w Ludwinowie, w majątku swojego brata Piotra, męża pisarki Elizy Orzeszkowej. Pisarka uwieczniła swojego szwagra w zbiorze nowel "Gloria victis" poświęconych powstańcom styczniowym.
W czasie powstania styczniowego, Florenty Orzeszko był lekarzem oddziału Romualda Traugutta. Za uczestnictwo w powstaniu został skazany na katorgę, oraz pozbawiony majątku i prawa wykonywania zawodu.
Na Syberię poszedł pieszo, wraz z narzeczoną, Heleną Milkiewiczówną, z którą wziął ślub w Tiumeni. Droga na Syberię zajęła mu 18 miesięcy. W 1864 r. dotarł do Tomska gdzie osiadł i pozostał do końca życia. Początkowo pracował razem z innymi więźniami, potem jako pomocnik w aptece, a po odzyskaniu uprawnień (dzięki wyleczeniu gubernatora Tomska) został lekarzem więziennym. Dziennikarz amerykański Georg Kennan, który w latach siedemdziesiątych XIX stulecia odbył podroż po Syberii, w swojej dokumentalnej książce "Syberia" kilkakrotnie wspomina o Florentym.
Po odbyciu kary zamieszkał jako "posieleniec" poza murami więzienia i odzyskał prawo do praktyki prywatnej. Zamieszkał w Tomsku na ulicy Milionnej 38 (dom ten istnieje do dziś). Za zgodą cara, Florenty w 1872 roku objął zarząd tomskich szpitali – przesyłowego i miejskiego, a w 1873 powierzono mu kierowanie szpitalnym oddziałem w więzieniu etapowym w Tomsku.
Z Heleną miał dwóch synów – Władysława i Bronisława, po którego urodzeniu 11 listopada 1870 Helena zmarła.
Po śmierci pierwszej żony, Florenty Orzeszko ożenił się z córką tomskiego lekarza, Łucją Pocałujewską. Dzięki staraniom państwa Orzeszków w Tomsku, powstały polskie czytelnie i biblioteki, Towarzystwo Dobroczynności, dom dla polskich sierot, a w ich domu odbywały się wieczory literackie i muzyczne.
Zmarł 9 marca 1905 roku w Tomsku i tam został pochowany na cmentarzu katolickim, który obecnie już nie istnieje.